# Campeonato Mundial de Patinaje Artístico sobre Hielo de 2018
El CVIII Campeonato Mundial de Patinaje Artístico se celebró en Milán (Italia) entre el 21 y el 25 de marzo de 2018 bajo la organización de la Unión Internacional de Patinaje sobre Hielo (ISU) y la Federación Italiana de Patinaje sobre Hielo.
Las competiciones se realizaron en el Mediolanum Forum de la ciudad italiana.

## Calendario
- Hora local de Italia (UTC+1).

| Programa corto | Programa libre |

| Fecha       | Hora          | Evento             |
| ----------- | ------------- | ------------------ |
| 21 de marzo | 10:45 – 16:55 | Femenino           |
| 21 de marzo | 18:20 – 23:00 | Parejas            |
| 22 de marzo | 10:00 – 15:45 | Masculino          |
| 22 de marzo | 18:55 – 22:00 | Parejas            |
| 23 de marzo | 11:00 – 16:15 | Danza sobre hielo  |
| 23 de marzo | 18:30 – 22:25 | Femenino           |
| 24 de marzo | 10:00 – 14:00 | Masculino          |
| 24 de marzo | 15:20 – 18:35 | Danza sobre hielo  |
| 25 de marzo | 14:30 – 17:00 | Gala de exhibición |

## Resultados

### Masculino
| Puesto | Nombre         | País           | Puntos |
| ------ | -------------- | -------------- | ------ |
| Oro    | Nathan Chen    | Estados Unidos | 321,40 |
| Plata  | Shoma Uno      | Japón          | 273,77 |
| Bronce | Mijail Koliada | Rusia          | 272,32 |

### Femenino
| Puesto | Nombre          | País   | Puntos |
| ------ | --------------- | ------ | ------ |
| Oro    | Kaetlyn Osmond  | Canadá | 223,23 |
| Plata  | Wakaba Higuchi  | Japón  | 210,90 |
| Bronce | Satoko Miyahara | Japón  | 210,08 |

### Parejas
| Puesto | Nombre                               | País     | Puntos |
| ------ | ------------------------------------ | -------- | ------ |
| Oro    | Aliona Savchenko Bruno Massot        | Alemania | 245,84 |
| Plata  | Yevgueniya Tarasova Vladimir Morozov | Rusia    | 225,53 |
| Bronce | Vanessa James Morgan Ciprès          | Francia  | 218,36 |

### Danza en hielo
| Puesto | Nombre                                | País           | Puntos |
| ------ | ------------------------------------- | -------------- | ------ |
| Oro    | Gabriella Papadakis Guillaume Cizeron | Francia        | 207,20 |
| Plata  | Madison Hubbell Zachary Donohue       | Estados Unidos | 196,64 |
| Bronce | Kaitlyn Weaver Andrew Poje            | Canadá         | 192,35 |

## Medallero
| Núm. | País           | Oro | Plata | Bronce | Total |
| ---- | -------------- | --- | ----- | ------ | ----- |
| 1    | Estados Unidos | 1   | 1     | 0      | 2     |
| 2    | Canadá         | 1   | 0     | 1      | 2     |
| 2    | Francia        | 1   | 0     | 1      | 2     |
| 4    | Alemania       | 1   | 0     | 0      | 1     |
| 5    | Japón          | 0   | 2     | 1      | 3     |
| 6    | Rusia          | 0   | 1     | 1      | 2     |
|      | TOTAL          | 4   | 4     | 4      | 12    |